# Космос-1942
Космос-1942 је један од преко 2400 совјетских вјештачких сателита лансираних у оквиру програма Космос.
Космос-1942 је лансиран са космодрома Плесецк, СССР, 12. маја 1988. Ракета-носач Сојуз је поставила сателит у орбиту око планете Земље. Маса сателита при лансирању је износила 6600 килограма. Космос-1942 је био осматрачки сателит.